# Centaur (asteroid)
2060 Hiron, asteroid promjera 200 km s perihelom od 8,46 AJ i afelom od 18,82 AJ, je prvi (1977. godine) otkriveni asteroid iz skupine Kentaura, asteroida koji borave između putanja plinovitih divova. 5145 Pholus, iste veličine, je otkriven 1991. godine, a boravi između 9 i 33 AJ. Nagnut je oko 7° prema ekliptici.
Kentauri nemaju stabilne orbite i mogu biti uklonjeni iz Sunčevog sustava djelovanjem većih planeta. Dinamičke analize njihovih orbita pokazuju da su Kentauri vjerojatno prijelazna faza objekata koji stižu iz Kuiperovog pojasa i kasnije postaju članovima Jupiterove obitelji kometa. Objekti privučeni gravitacijskim silama nakon izlaska iz Kuiperovog pojasa presijecaju orbitu Neptuna i postaju dijelom skupine Kentaura. Orbite su im kaotične i mijenjaju se zbog bliskih susreta s vanjskim planetima. Neki među njima počinju presijecati Jupiterovu orbitu i ulaziti u unutrašnji dio Sunčeva sustava. Ako pokazuju aktivnost kometa, klasificiramo ih kao komete. Pod utjecajem gravitacijskog djelovanja planeta, uglavnom Jupitera, mogu biti izbačeni van sunčeva sustava ili se sudariti sa Suncem ili planetima.
Do sada nemamo fotografije Kentaura jer se niti jedna letjelica nije približila dovoljno nekome od njih. Ipak, postoji mogućnost da je Saturnov satelit Feba, čije je slike snimila letjelica Cassini 11. lipnja 2004. godine, zarobljeni Kentaur.